# Orxines xiphias
Orxines xiphias är en insektsart som först beskrevs av John Obadiah Westwood 1859.  Orxines xiphias ingår i släktet Orxines och familjen Diapheromeridae. Inga underarter finns listade i Catalogue of Life.